# 2010年5月澳门

## 5月31日
- 行政長官批示，7月1日起來自越南、尼泊爾、巴基斯坦、孟加拉國、斯里蘭卡、尼日利亞國民入境澳門需要簽證。印務局（页面存档备份，存于）
- 《聘用外地僱員法》的補充性行政法規頒布，規定輸入外僱的企業必須保證聘用最低數量的本地僱員。印務局（页面存档备份，存于）
- 一名馬里馬子涉嫌在國際中心強姦一名印尼女傭被捕。華僑報
- 澳廣視策略發展工作小組一連三晚，與澳廣視員工舉行座談會，聽取員工意見。澳門電台（页面存档备份，存于）

## 5月30日
- 考古學家在高園街原公務員宿舍所在地，發現古牆體結構。新聞局（页面存档备份，存于）
- 社工局局長葉炳權表示，本年將於氹仔提供700個托兒名額。澳門電台（页面存档备份，存于）

## 5月29日
- 市民日報網頁懷疑遭來自土耳其的黑客入侵。中央社
- 贈送澳門特區的大熊貓名單出爐，兩隻來自成都大熊貓繁育研究基地的大熊貓最終獲選。華僑報

## 5月28日
- CEPA第七份補充協議簽署。新聞局（页面存档备份，存于）
- 位於渡船街的婦聯鑽禧會慶綜合服務大樓落成。華僑報（页面存档备份，存于）

## 5月27日
- 國際特赦組織發表2010年報告，在澳門部分提及《維護國家安全法》和港人被拒入境事件。國際特赦組織
- 行政長官崔世安探訪澳門明愛屬下五家社會服務機構。華僑報（页面存档备份，存于）
- 土地工務運輸局局長賈利安表示，會要求購入筷子基北灣及南灣之間兩幅土地的發展商立刻入則。華僑報
- 立法會第一常設委員會與政府就打擊非法旅館法案取得共識，政府接受一常會意見，將原法案針對「禁止經營非法旅館」修訂為「禁止提供非法住宿」。華僑報Archive.today的存檔，存档日期2013-04-28

## 5月26日
- 原基本法草委許崇德表示，政府面對群眾上街的事態，只要沒有嚴重違法，要避免矛盾激化。又指不要把普選絕對化。新聞局（页面存档备份，存于）市民日報[]
- 體發局前局長蕭威利被指在任期間濫用職權，案件訂於今年9月15日在初級法院第四刑事法庭開審。句號報（页面存档备份，存于）
- 運輸工務司批示，委任十四人為公共房屋事務委員會委員。印務局（页面存档备份，存于）
- 消委會表示截至前日，收到二千宗涉及非凡航空的投訴。澳門電台（页面存档备份，存于）

## 5月25日
- 工聯將在沙梨頭工人康樂館原址興建樓高七層、面積3000平方米的辦公總部。澳門電台（页面存档备份，存于）
- 司警拘捕一名涉嫌使用內地前女友的電腦盜取私人相片威脅發放，進行勒索的紀律部隊人員。華僑報Archive.today的存檔，存档日期2013-04-28

## 5月24日
- 行政長官崔世安率領包括三名「民主派」議員的一百二十人代表團參觀上海世博。新聞局（页面存档备份，存于）
- 當日在太平工業大廈發起靜坐的七個團體宣佈成立「澳門工人同盟總會」，宗旨為爭取工人權益，促進社會發展，聲討官商勾結不理工人就業。正報
- 金沙中國宣布路氹項目第5、6期首階段建築工程復工。澳門電台（页面存档备份，存于）

## 5月23日
- 有網民發起遊行，質疑政府在海擎天加建一事的處理手法，但因天雨宣佈取消。澳門電台（页面存档备份，存于）
- 立法議員吳國昌、區錦新、陳偉智聯署致函澳門中聯辦主任白志健，要求轉達對內地維權人士馮正虎前往參觀上海世博時，被公安帶走扣留一事的關注。澳門電台（页面存档备份，存于）

## 5月22日
- 一名十八歲無業青年涉嫌與一名十三歲少女發生性行為被捕。華僑報（页面存档备份，存于）

## 5月21日
- 永寧經屋發展商執行董事關偉霖透露，永寧經屋建造工程已竣工，目前進入驗收程序，又指建築成本已增至3億元。澳門電台（页面存档备份，存于）
- 本年度暑期活期開始接受報名。華僑報（页面存档备份，存于）
- 位於庇山耶街的一幢舊樓二樓天面塌下，再壓毀一樓樓層，事件中無人受傷。華僑報Archive.today的存檔，存档日期2013-04-28

## 5月20日
- 南灣羅德禮商業中心發生棚架倒塌意外。一名女途人受傷。華僑報（页面存档备份，存于）
- 衛生局公佈本年首宗EV71腸病毒感染個案。新聞局（页面存档备份，存于）
- 位於青洲、可提供672個單位的社會房屋青翠樓舉行落成儀式。新聞局（页面存档备份，存于）
- 中級法院裁定被控向歐文龍行賄的商人林偉的被告身份無效。澳門電台（页面存档备份，存于）

## 5月19日
- 運輸工務司司長批示，以近二千六百萬元溢價金批准更改「南灣湖計劃」A區12地段的土地用途。印務局（页面存档备份，存于）
- 一名十八歲青年在與網上結識女網友相約見面時被群毆。司警帶走四名青少年調查。澳門電台（页面存档备份，存于）
- 上月通貨膨脹率為2.56%，主要由食物及非酒精飲品和交通價格上升所帶動。新聞局（页面存档备份，存于）
- 勞工事務局接獲「建造業就業不足人士短期援助計劃」培訓場地工作人員的反映，有人強行進入培訓場地擾亂秩序。新聞局（页面存档备份，存于）
- 治安警聯同勞工局突擊搜查路氹銀河地盤，帶走15名證件有問題人士，經進一步核實後已獲准離開。市民日報[]

## 5月18日
- 衛生局接獲十多宗食用新鮮帶子中毒的報告，呼籲市民暫停食用。新聞局（页面存档备份，存于）
- 個人資料保護辦公室高度關注Google為提供街景服務而在包括澳門在內的多個國家和地區收集影像資料時，同時收集了未經加密的Wi-Fi網絡資料的事件。新聞局（页面存档备份，存于）
- 詩人胡曉風去世，終年八十八歲。澳門日報

## 5月17日
- 新橋福寧大廈小業主和坊會代表向土地工務運輸局政府遞交重建方案。華僑報
- 勞工事務局與澳門工會聯合總會合辦的「建造業就業不足人士短期援助計劃」開課。華僑報
- 行政長官崔世安對江門、佛山、肇慶三地進行兩日訪問。新聞局（页面存档备份，存于）
- 由於需要重鋪建築物屋面板，體發局宣布，澳門東亞運動會體育館將於翌日起全面關閉，至工程完成為止。澳門電台（页面存档备份，存于）

## 5月16日
- 新馬路節假日公交專道早上十一時開始試行。華僑報（页面存档备份，存于）
- 南海伏季休漁期開始。中國評論新聞（页面存档备份，存于）

## 5月15日
- 香港政黨民建聯訪問澳門。華僑報

## 5月14日
- 終審法院裁定澳巴在競投公共汽車經營權一案中勝訴，行政長官取消投標資格的決定無效。終審法院
- 保安司司長張國華表示正搜集證據，以起訴五一遊行中的滋事分子。華僑報
- 行政會通過《規範聘用外地僱員許可內設定的條件或負擔》的行政法規，當中並無外勞與本地工人比例和退場機制的規定。華僑報Archive.today的存檔，存档日期2013-04-28

## 5月13日
- 就近日有小孩被拐和有少女被割腎的傳聞，治安警和司警都表示未有收到報案。華僑報Archive.today的存檔，存档日期2013-04-28

## 5月12日
- 一名澳門人被指走私美軍用通訊器材在聖迭戈被判罪名成立。法新社
- 社會文化司司長張裕與550名青年舉行座談會。華僑報
- 終審法院裁定政府在一名官校教師因病缺勤而不計算為服務時間的案件中敗訴。華僑報Archive.today的存檔，存档日期2013-04-28
- 地產業總商會會長鍾小健指經濟房屋售價應為市場價的五至七成。華僑報Archive.today的存檔，存档日期2013-04-28
- 政府回覆議員質詢時表示，直至去年底外勞人數約75,000人，同比下跌28%。中新社[]
- 運輸工務司正式批出威尼斯人第五、六期土地。印務局（页面存档备份，存于）

## 5月11日
- 春季書香文化節開幕。華僑報Archive.today的存檔，存档日期2013-04-28
- 文化局成立小組，探討位於草堆街80號、一幢被認為是孫中山在澳行醫處的建築的現況。華僑報
- 人力資源辦公室指已收到金沙中國的外勞申請，但由於工期未定，暫不會批出配額。華僑報Archive.today的存檔，存档日期2013-04-28

## 5月10日
- 兩名前財政局局長被停職的上訴被終審法院駁回。華僑報（页面存档备份，存于）
- 行政長官批示設立文化產業委員會。政府公報（页面存档备份，存于）
- 澳門泊車管理股份有限公司再次成為澳門唯一經營公共停車位的營運商。華僑報（页面存档备份，存于）

## 5月9日
- 房屋局局長譚光文指永寧廣場經濟房屋必須初月底完成收則程序。華僑報（页面存档备份，存于）
- 新青協調查指有四成人反對五一遊行經過新馬路，三成半人支持。華僑報
- 土地工務運輸局對中級法院駁回就氹仔TN27地段的上訴表示歡迎。新聞局（页面存档备份，存于）

## 5月8日
- 司警拘捕一名男子，指其與5月2日美的路主教街一宗燒車案有關。華僑報（页面存档备份，存于）
- 金光飛航開通氹仔客運碼頭到香港國際機場的航線。華僑報Archive.today的存檔，存档日期2013-04-28
- 立法議員何潤生在氹仔的辦事處啟用。華僑報

## 5月7日
- 社工局局長葉炳權表示，當局將在未來三年把全澳托額至四千七百多個，以回應社會需求。華僑報（页面存档备份，存于）
- 土地工務運輸局局長賈利安指，海擎天由五十層加高至五十六層前，建築圖則已獲得當局核准，是合法興建的。華僑報（页面存档备份，存于）

## 5月6日
- 社工局計劃以至少三千萬元租金在江門市興建智障人士宿舍。華僑報Archive.today的存檔，存档日期2013-04-28
- 行政長官崔世安訪問廣州市和中山市。新聞局（页面存档备份，存于）
- 澳門發現一種首次在亞洲出現的人類免疫缺陷病毒變種。新聞局（页面存档备份，存于）

## 5月5日
- 行政長官崔世安在宴請局級官員時，表示慶幸沒有公務員涉及歐文龍貪污案。華僑報
- 運輸工務司司長批示，准許已經開售的海擎天以4,250萬元溢價金，由原來的五十層「加高」至五十六層。印務局（页面存档备份，存于）
- 新澳門學社就集會地點上訴案，表示在涉及人權上，應有裁決指引，針對上訴機制的限制，對相關案件應採積極態度。又認為香港學者陳文敏再度被拒入境反映當局濫權為常。華僑報Archive.today的存檔，存档日期2013-04-28
- 運輸工務司司長劉仕堯回應議員陳偉智口頭質詢時表示，政府在2012年達成興建一萬九千公屋目標「絕對有多無少」。華僑報Archive.today的存檔，存档日期2013-04-28
- 行政長官中午宴請中文傳媒代表時強調，《出版法》的修訂是基於「維護新聞自由」和「支持本澳傳媒發揮更大的作用」的原則。市民日報[]

## 5月4日
- 上月賭收達141億澳門元，同比增長七成，創單月歷史新高。新報[]
- 運輸工務司司長劉仕堯在回應議員何潤生和吳國昌口頭質詢時分別表示，會研究透過提供優惠條件，要求發展商興建「限價樓」建議，而澳門航空的專營權不限制外地航空企業經營任何外地點至澳門的航空服務。華僑報華僑報（页面存档备份，存于）
- 行政法務司司長陳麗敏在回應議員高天賜質詢時否認在草擬法案時，不尊重或干預法律技術人員提出的意見。新報[]
- 終審法院裁定，新澳門學社就舉行公眾集會地點向民政總署提出的上訴得直。澳門日報

## 5月3日
- 2010年澳門勞動節遊行：
  - 自江蘇回澳的行政長官崔世安重申，特區政府高度關注遊行，又認為警方已高度克制。華僑報
- 可持續發展策略研究中心公佈的研究指出，43%受訪居民表示很擔心或擔心未來三年可能失業，但同時亦有55%表示三年內沒有實質計劃提升本身在勞動市場的競爭力。市民對政府整體表現的評價，感到滿意的不到三成，不滿意佔約23%。華僑報Archive.today的存檔，存档日期2013-04-28華僑報Archive.today的存檔，存档日期2013-04-28

## 5月2日
- 2010年澳門勞動節遊行：
  - 警方於凌晨二時完成清場。澳門電台（页面存档备份，存于）
  - 遊行發起人之一李少坤被司警控以一項傷人罪。澳門電台（页面存档备份，存于）

## 5月1日
- 2010年澳門勞動節遊行：
  - 當日先後有六個隊伍參與遊行。其中部分人試圖經過新馬路時與警方在水上街市附近發生衝突。警方動用胡椒噴霧和水砲驅散，導致包括一名外國記者等四十一人受傷。新聞局（页面存档备份，存于）澳門電台（页面存档备份，存于）
    - 在水上街市的示威者晚上並沒有散去，並表示會繼續抗爭至警方清場。澳門電台（页面存档备份，存于）澳門電台（页面存档备份，存于）
    - 代理行政長官陳麗敏發表聲明，對事件中有市民、記者及警員受傷，代表特區政府表示遺憾。新聞局（页面存档备份，存于）
    - 治安警察局與其他各部深夜召開記者會。局長李小平指對會否清場未有最後決定。澳門電台（页面存档备份，存于）

  - 一群接近400人、在網路召集的青年沿警方指定路線遊行，最後和平散去。澳門電台（页面存档备份，存于）
- 第二十一屆澳門藝術節開幕。新聞局（页面存档备份，存于）